# Marie Laveau
Marie Laveau (New Orleans, 1801. szeptember 10. – New Orleans, 1881. június 15.), a Louisiana-i kreol vudu híressé vált művelője. Korábban csak gyógynövényeket gyűjtött, amellett bábaasszony volt. New Orleansban azonban később híressé és gazdaggá vált.

## Élete

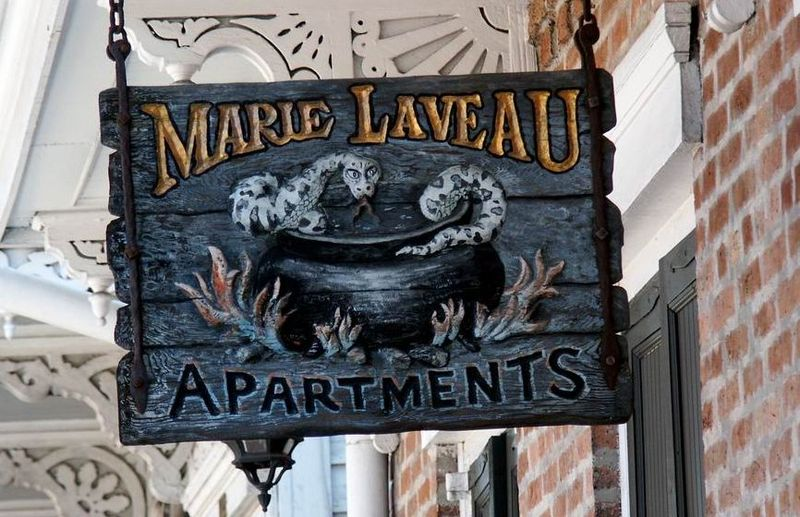
Marie Laveau otthona New Orleansban

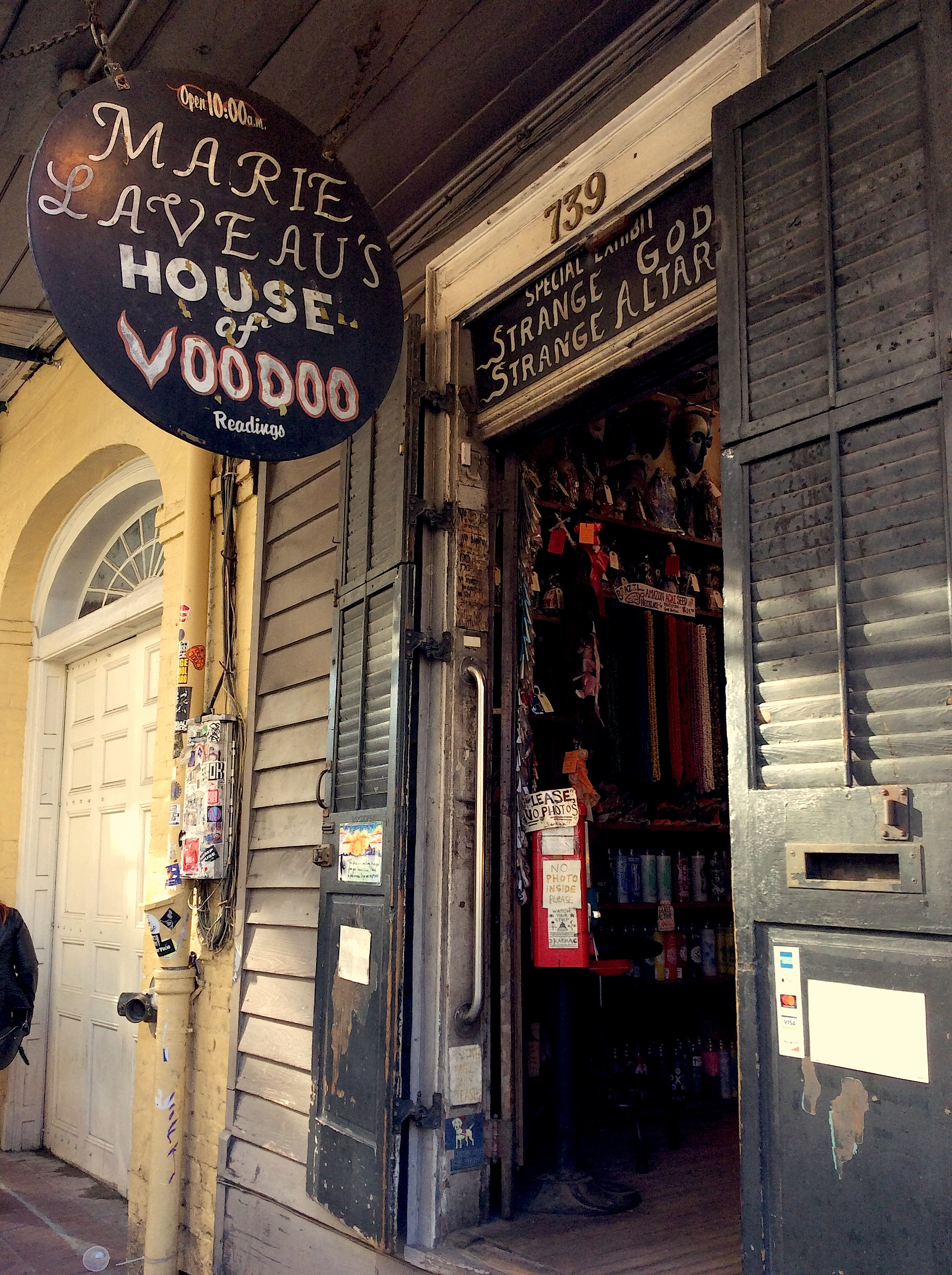
Marie Laveau háza

Dédanyja 1743-ban Afrikából rabszolgaként került New Orleansba. Nagyanyja sikeres üzletasszony volt, akit – még mint rabszolgát – Francoise Pomet vásárolta meg. A nagymama kiváltotta szabadságát, habár maga is birtokolt rabszolgákat.
Laveau ugyan hívő katolikus volt, de a vudu is része volt hitének. Házában oltárok, gyertyák, szentképek voltak. Hetente – együtt feketék és fehérek számára – rituálékat tartott, melyeken fehérbe öltözve kántáltak, és a szellemeknek ajándékokat hagytak (finom ételeket, szeszes italokat). Laveau emellett klienseket fogadott, tanácsokat adott nekik ügyes-bajos dolgaikban.
1819-ben hozzáment egy Haitiről származó mulatt férfihez, de az már 1820-ban elhunyt. Ezután 30 éven át fehér nemesemberrel élt.
A bulvárlapok rituáléit okkult részeges orgiákként írták le. Ennek azonban a fele sem volt igaz.
Marie Laveau népszerű, jótékony hölgy volt, akinek a színpadias, rokonszenves személyisége és szépsége – valamint üzleti tehetsége – jelentős személlyé tette New Orleansban. Sárgaláztól megbetegedett embereket ápolt, szabad színes bőrű nők szabadságáért tette le az óvadékot, elítélteket keresett meg kivégzésük előtt együtt imádkozni velük.
Halála után is sokan látni vélték. Sírját mind a mai napig látogatják.
Lánya, II. Marie Laveau (1827–1862) szintén „varázsolt”, az indián és afrikai spiritualizmust, a louisianai vudut gyakorolta.